# Burghagen (Plattenburg)
Burghagen ist ein bewohnter Gemeindeteil im Ortsteil Kleinow in Plattenburg, einer amtsfreien Gemeinde im Landkreis Prignitz in Brandenburg.

## Geographie
Das Rundlingsdorf liegt westlich des Dorfes Kleinow, wo eine Straße hinführt. Außerdem führt eine Straße zur südwestlich verlaufenden B 5 zwischen Düpow und dem Wohnplatz Kleinower Ziegelei. In Burghagen gibt es eine Kirche und einen Friedhof. Am südlichen Ortsrand fließt der Jeetzbach. An dessen Südufer befinden sich die Reste eines Burgwalls sowie Teile der wüsten Feldmark Rumshagen(?). Hinter dem ehemaligen Gut sind Reste einer mittelalterlichen Burganlage vorhanden.

## Geschichte

### 14. und 15. Jahrhundert

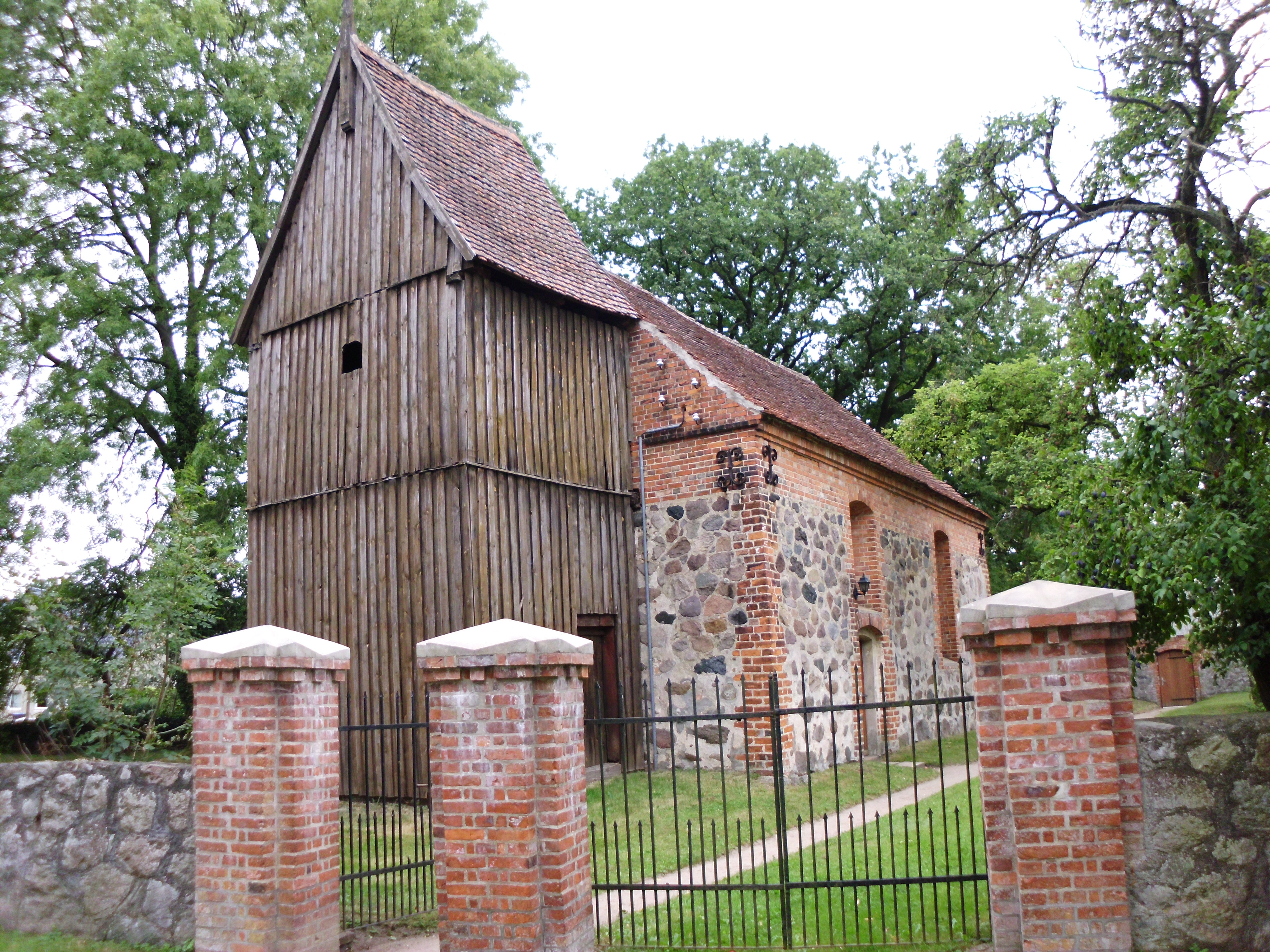
Dorfkirche in Burghagen (2012)

Das Dorf war Stammsitz derer von Burghagen, wurde mit diesen 1321 zuerst urkundlich mit Heyno Burchhagen als Besitzer genannt und blieb bis 1817 in deren Familienbesitz. Im Jahr 1343 erschien das Pfarrdorf in der Schreibweise Borchagen. In dieser Zeit entstand auch die massive Feldsteinkirche. Von vor 1413 bis nach 1473 besaßen die von Wartenberg zu Burghagen und Rosenhagen einen Anteil am Dorf. Hans von Wartenberg wurde 1413 als Raubritter im Erzstift Magdeburg angeklagt. In den weiteren Jahren kam es zu erneuten Übergriffen meckenburgischer Raubritter: 1426 war der Perleberger Bürger Burghagen betroffen, 1448/1449 Olde Hans und Junge Hans von Burghagen. Das Dorf erschien im Jahr 1481 mit einer Größe von zehn Hufen.

### 16. und 17. Jahrhundert
Im Jahr 1540 wurde von einer wüsten Mühlenstätte auf der Jeetze mit Mühlenteich auf dem Felde Kleinow berichtet. Es gab 1542 einen Pfarrhof mit einem Kohlhöfchen, der Hebungen von vier Bauern aus Back und Hebungen von Bauern aus Kleinow und Groß Gottschow erhielt. Die Kirche besaß etwas Wiese und einen Acker sowie das Obst eines Birnen- und Apfelbaums. Im Dorf lebten im Jahr 1576 insgesamt fünf Hufner und fünf Kossäten.
Der Rittersitz der von Burghagen wurde 1608 und 1684 erneut erwähnt. Im Jahr 1652 lebten im Dorf vier Hufner, fünf Kossäten und ein Kötter; in Summe 18 Personen. Eine Statistik aus dem Jahr 1686 führte auf: vier Hufner, sechs Kossäten, einen Kuhhirten.

### 18. Jahrhundert
Der Müller Pyrow erwarb im Jahr 1700 die Wassermühle von den von Burghagen. Ihr Rittergut umfasste im Jahr 1714 vier Ritter- und Lehnhufen auf dem Felde, die Wiesen auf Burghagen und Kleinow. Im Dorf lebten außerdem vier Hufner und sechs Kossäten. Sie erschienen auch in einer Statistik im Jahr 1719; außerdem ein Hirte ohne Vieh. Im Jahr 1734 gab es im Dorf vier Bauern, neun Häuslinge, einen Müller, zwei Leineweber und einen Hirten. Das Dorf und der Rittersitz erschienen im Jahr 1745, ebenso vier Bauern, sechs Kossäten und eine Wassermühle mit einem Gang. Im Jahr 1791 gab es neben dem Dorf ein Vorwerk, vier Bauern, sechs Kossäten, zwei Häusler, einen Gutsbesitzer und einen Müller sowie 17 Feuerstellen (=Haushalte).

### 19. Jahrhundert
Eine Statistik aus dem Jahr 1801 führte auf: vier Ganzbauern, sechs Kossäten, vier Einlieger, eine Wassermühle und 17 Feuerstellen. Von 1830 bis 1872 übernahmen die von Wedell-Burghagen Dorf und Gut. In einer weiteren Statistik im Jahr 1846 wurden 21 Wohnhäuser gezählt. Die Bodenbeschaffenheit wurde 1852 als durchweg lehmig beschrieben; Sand fehlte gänzlich. Im Rittergut wurden Getreide, Raps, Kartoffeln und Futterkräuter angebaut und Merinoschafe gehalten. Die Bauern im Dorf betrieben Ackerbau und als Nebenerwerb die Handspinnerei und Leineweberei. Hergestellt wurde überwiegend Sackleinen. Das Dorf war 1860 insgesamt 596 Morgen (Mg) groß: 16 Mg Gehöfte, 434 Mg Acker, 24 Mg Wiese, 95 Mg Weide. Dort standen zwei öffentliche, 17 Wohn- und 16 Wirtschaftsgebäude. Das Gut umfasste 323 Mg: 1 Mg Gehöfte, 6 Mg Gartenland, 275 Mg Acker, 15 Mg Wiese, 26 Mg Weide. Dort standen drei Wohn- und zehn Wirtschaftsgebäude, darunter eine Wassergetreidemühle und eine Getreidemühle.

### 20. Jahrhundert
Zur Jahrhundertwende gab es im Dorf auf 152 Hektar (ha) 14 Häuser. Das Gut umfasste 94 ha und vier Häuser. Eine Statistik aus dem Jahr 1907 führte auf: drei Bauern, zwei Hallbauern, zwei Kossäten, einen Lehrer sowie den Rittergutsbesitzer Gustav Lange. Das Gut wurde 1928 mit der Gemeinde Burghagen vereinigt und umfasste 1931 insgesamt 17 Wohnhäuser auf 246 ha. Eine Freiwillige Feuerwehr wurde 1928 gegründet. In einer Statistik aus dem Jahr 1939 wurden sieben land- und forstwirtschaftliche Betriebe aufgeführt, die zwischen 20 und 100 ha groß waren. Weitere vier Betriebe waren zwischen 10 und 20 ha, zwei zwischen 0,5 und 5 ha groß.
Nach dem Zweiten Weltkrieg wurden 6,89 ha Fläche enteignet und auf drei Neubauern sowie drei Altbauern aufgeteilt. Im Jahr 1958 gründete sich die LPG Typ I Heimatland mit acht Mitgliedern und 92,86 ha Fläche. Zwei Jahre später war sie auf 18 Mitglieder und 208,73 ha Fläche angewachsen. Sie schloss sich 1971 an die LPG Prignitzland in Kleinow an. Burghagen wurde ab 1965 von der Gemeinde Kleinow mitverwaltet und 1971 mit der Gemeinde zusammengelegt. Seit dieser Zeit war es ein Ortsteil von Kleinow. Am 7. Mai 1971 erfolgte die Eingemeindung in die Gemeinde Plattenburg.

## Bevölkerungsentwicklung
| Jahr      | 1734 | 1772 | 1791 | 1801 | 1817 | 1837 | 1858               | 1871      | 1895      | 1925 | 1939 | 1946 | 1964 |
| Einwohner | 78   | 72   | 93   | 97   | 86   | 102  | Dorf 85 und Gut 20 | 73 und 13 | 66 und 30 | 101  | 66   | 125  | 93   |

## Kultur und Sehenswürdigkeiten
- Die Dorfkirche Burghagen ist eine spätgotische Feldsteinkirche, die 1889 erneuert wurde. Im Innenraum steht ein Kanzelaltar aus dem Jahr 1723.
- Das ehemalige Gutshaus ist ein eingeschossiger Fachwerkbau mit Walmdach, das an der Tür auf 1740 datiert ist. Dahinter befinden sich Reste eines mittelalterlichen Wehrturms sowie auf einem Hügel die Reste eines kleinen, quadratischen Gebäudes, das von einem ringförmigen Wassergraben umgeben ist.[10]